# Bändereisenerz

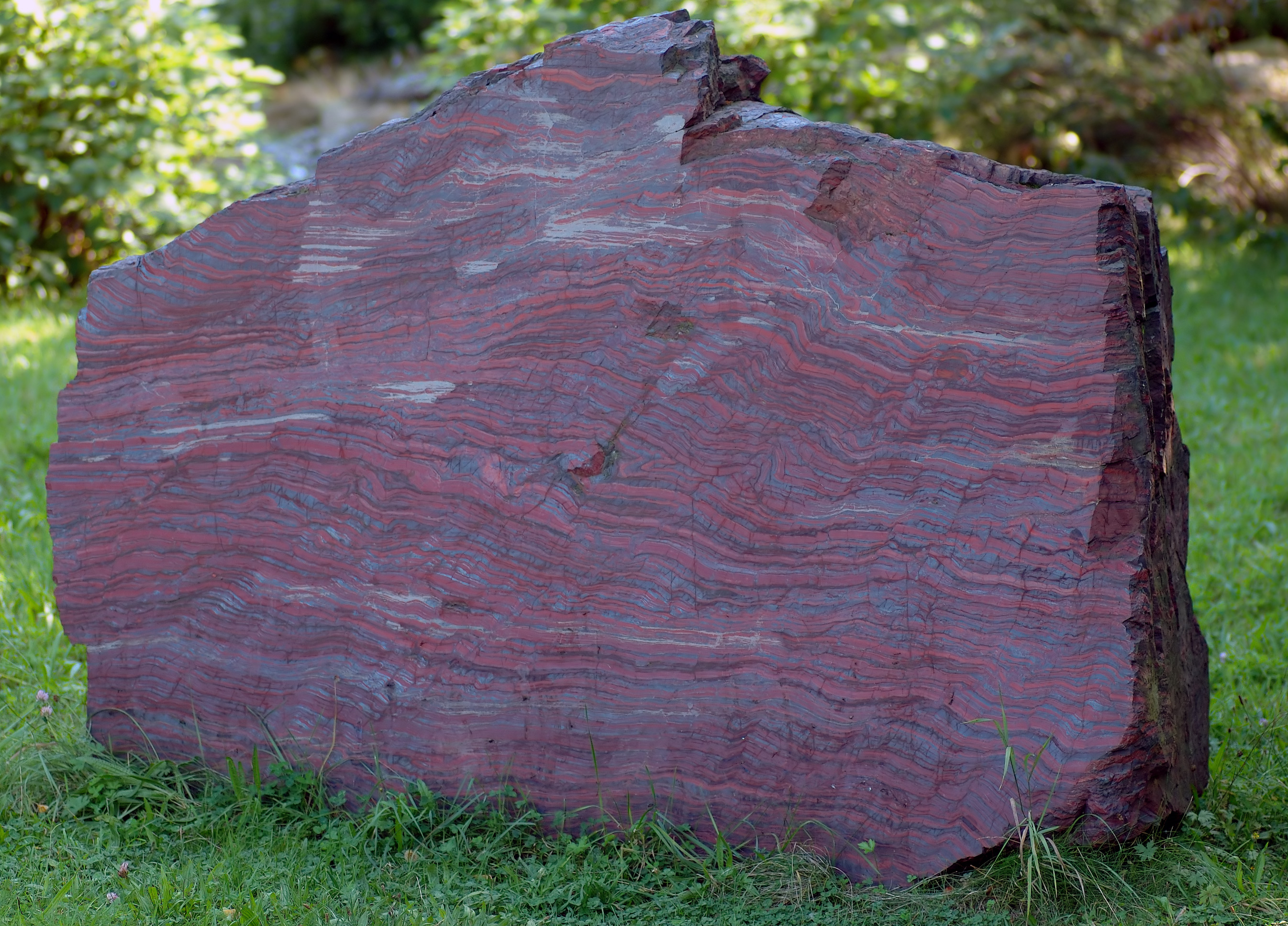
Bändereisenerz aus Nordamerika, 2,1 Milliarden Jahre alt

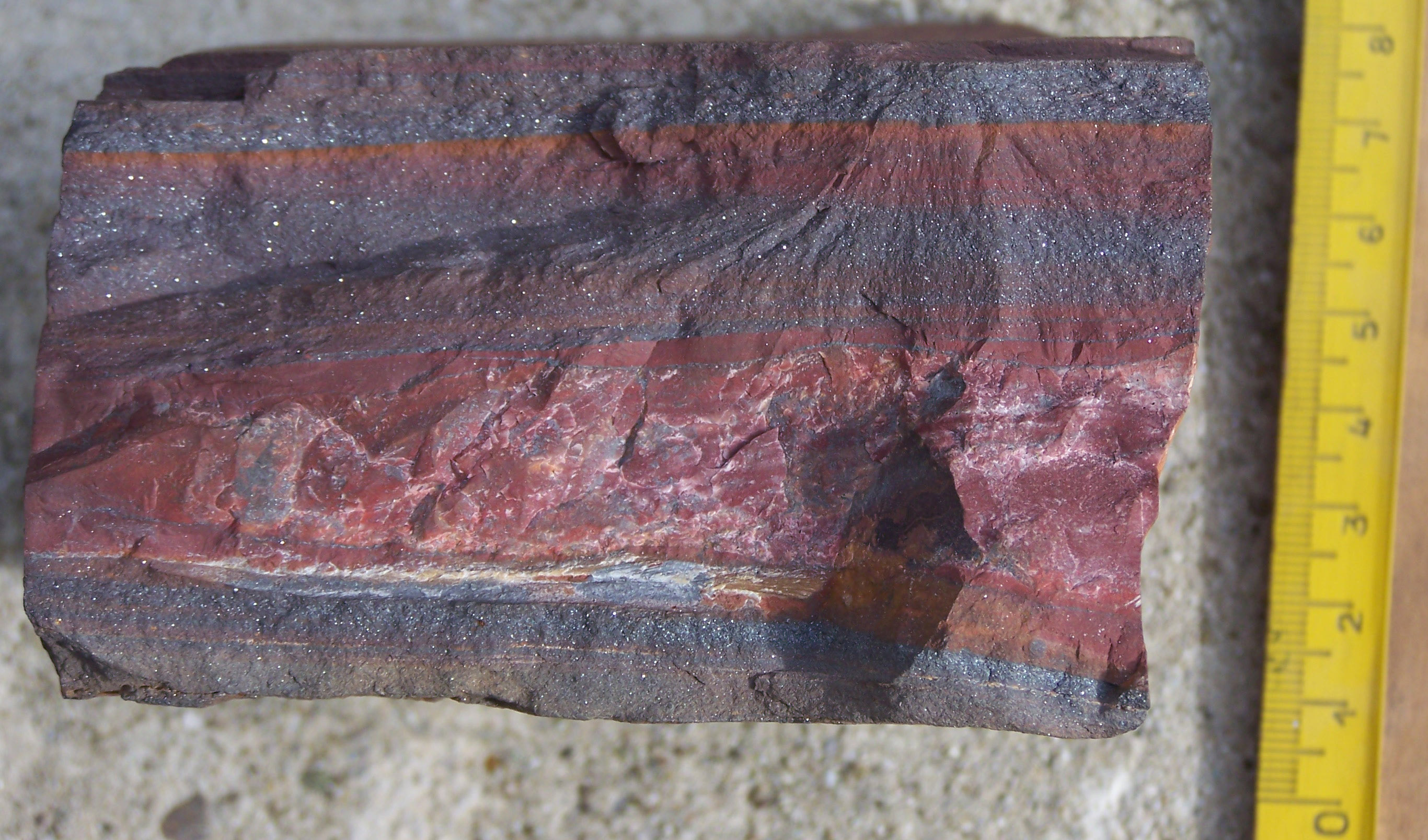
Bändererz der Moodies Group im Barberton-Grünsteingürtel, Südafrika (3,15 Milliarden Jahre alt)

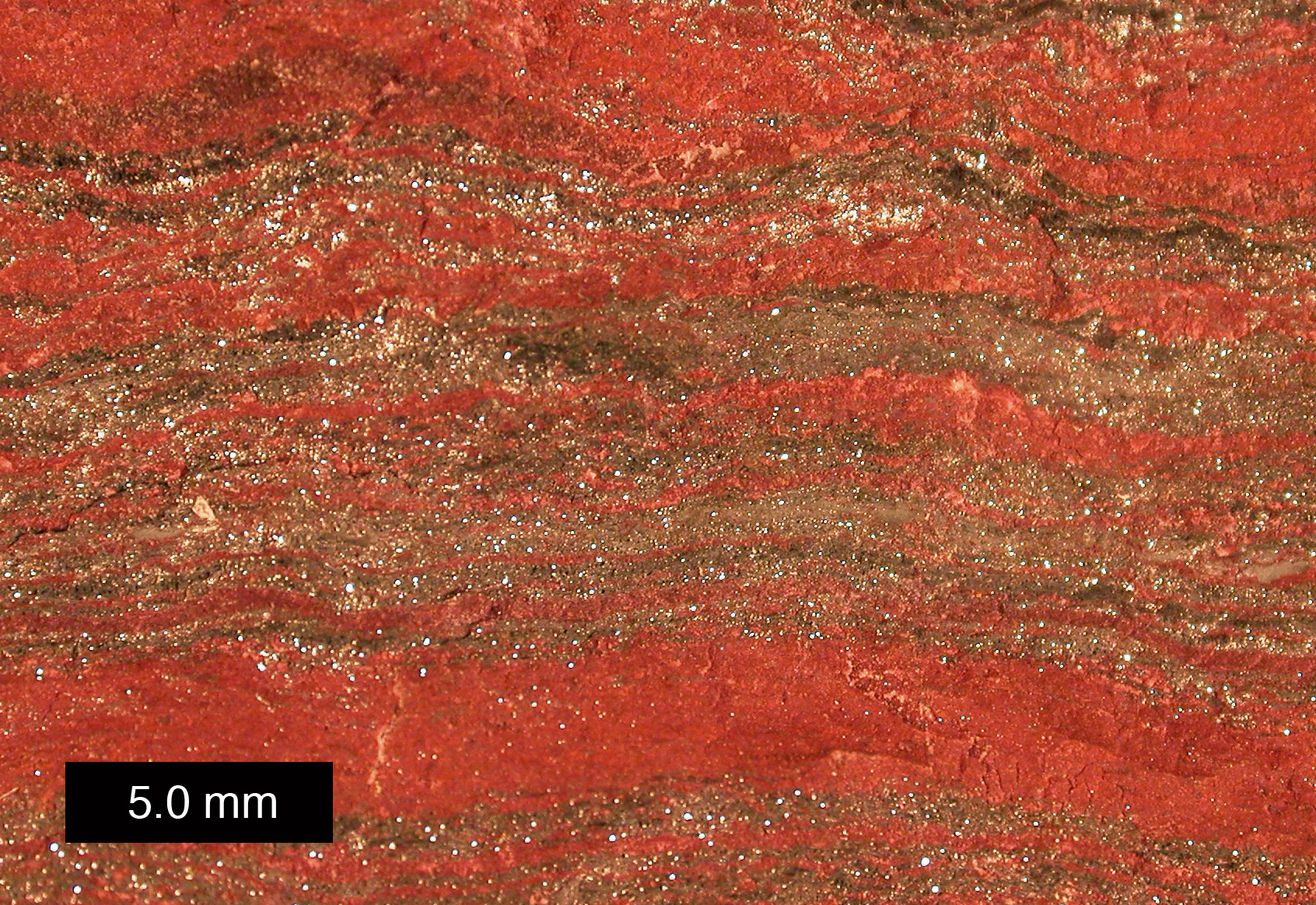
Bändereisenerz von Upper Michigan, U.S.A.

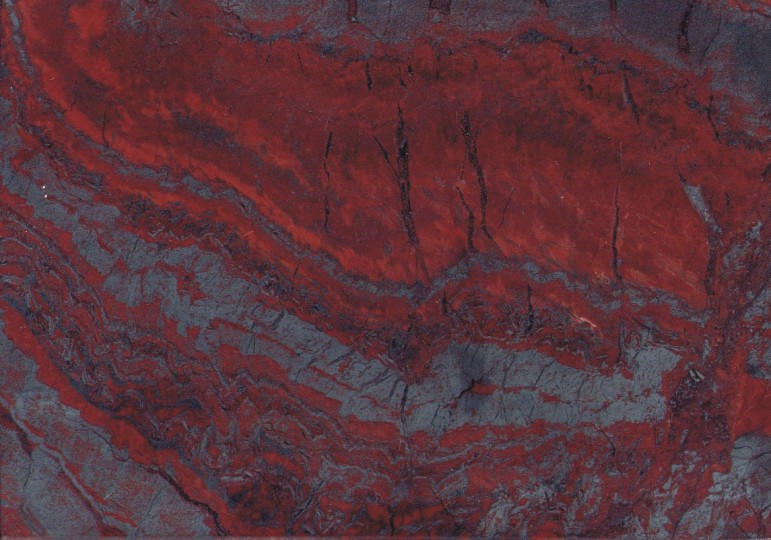
Bändereisenerz mit deformierter Lamination (poliert)

Ein Bändereisenerz ist ein eisenhaltiges, marines Sedimentgestein, das hauptsächlich vor 3,8 bis 1,8 Mrd. Jahre abgelagert wurde und das durch metallhaltige Lagen eine charakteristische Schichtstruktur besitzt. Im zur Schichtung senkrechten Schnitt erscheinen die vor allem aus dem Eisen(III)-oxid-Mineral Hämatit bestehenden Schichten als Bänderstruktur, der das Erz im Deutschen wie auch im Englischen (Banded Iron Formation, abgekürzt BIF) seinen Namen verdankt. Heute kommerziell bauwürdige Bändereisenerze unterlagen in der Regel sekundären Prozessen, somit sind gegenwärtig nicht alle Bändereisenerze bauwürdig.
Bereits vor mehr als drei Milliarden Jahren entwickelten in den Meeren lebende oxygen phototrophe Mikroorganismen, wahrscheinlich Vorfahren der heutigen Cyanobakterien, eine Form der Photosynthese, die als Oxygene Photosynthese bezeichnet wird. In Australien gefundene Mikrofossilien, die als Stromatolithen bezeichnet werden, zeigen, dass photosynthetische Cyanobakterien zu den ältesten Lebensformen auf der Erde zählen. Deren photosynthetische Aktivität setzte im Wasser Sauerstoff (O2) frei, durch den zweiwertiges Eisen (Fe2+) zu dreiwertigem Eisen (Fe3+) oxidiert wurde, das in Form von Hydroxiden und Oxiden ausgefällt und als Bändereisenerz am Meeresgrund abgelagert wurde. Der sich über die Jahrtausende in der Atmosphäre angesammelte Sauerstoff ermöglichte letztendlich die evolutionäre Entwicklung der Säugetiere und schließlich auch des Menschen. Bis heute spielen Cyanobakterien, vor allem in den Ozeanen, in natürlichen Kreisläufen eine wichtige Rolle.

## Aufbau
Bändereisenerze haben einen geschichteten Aufbau, wobei sich eisenhaltige Lagen mit Hornsteinlagen (engl. chert, mikro-kryptokristalliner Quarz von <30 µm Korngröße) abwechseln. Die in den eisenhaltigen Lagen hauptsächlich auftretende Minerale sind Hämatit (Fe2O3) und Magnetit (Fe3O4). Die einzelnen Lagen sind einige Millimeter bis einige Zentimeter dick und verleihen dem Gesteinsquerschnitt das Aussehen der namengebenden Bänderung. Sie können in vielfacher Wiederholung auftreten, so dass Bändereisenerzformationen Mächtigkeiten (Schichtdicken) von etwa 50 m bis 600 m aufweisen können, sie sind damit wirtschaftlich bedeutsame Eisenerzlagerstätten.

## Typen

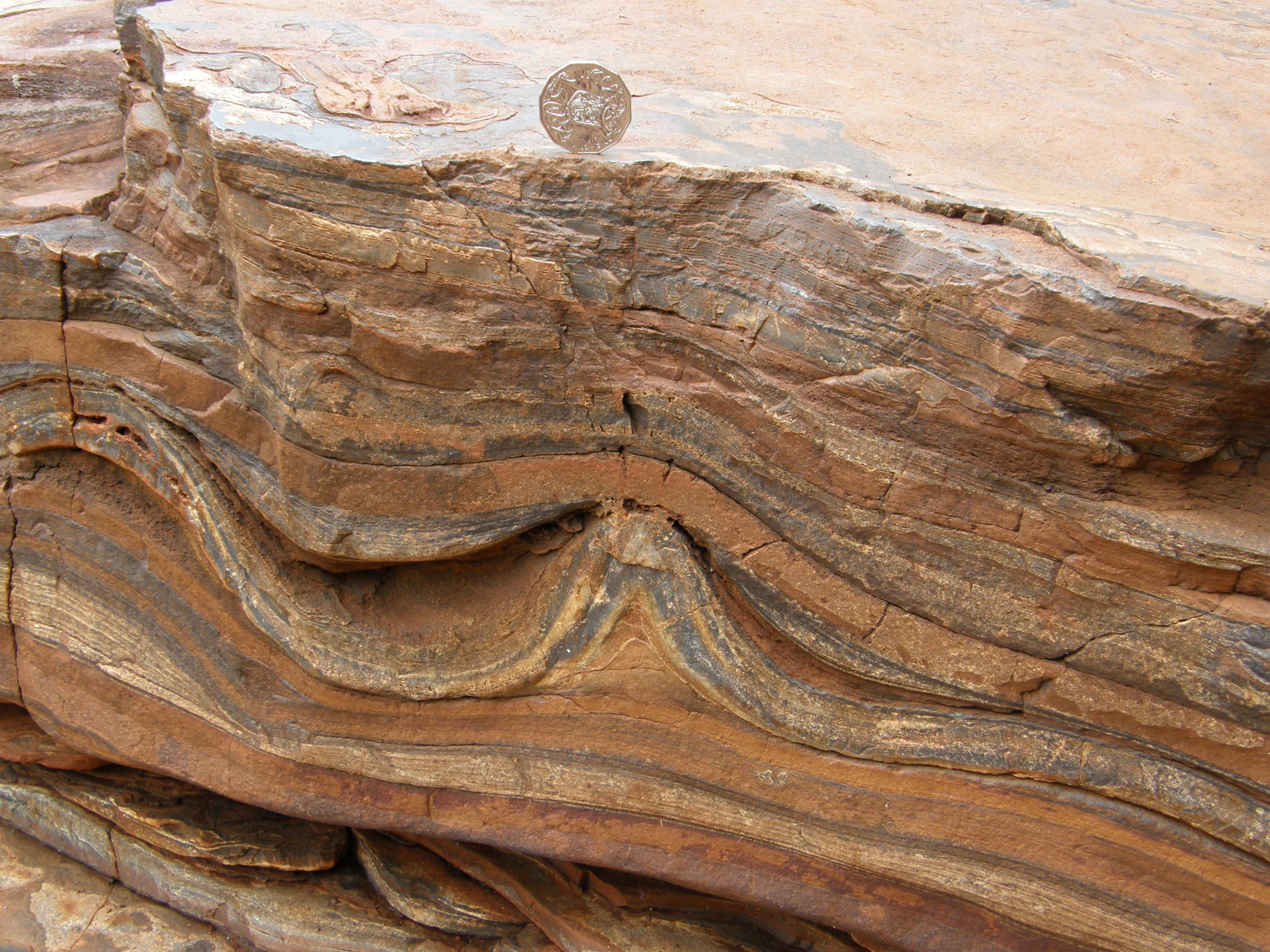
Superior-type BIF der Dales Gorge Formation, Dales Gorge, Pilbara, Western Australia

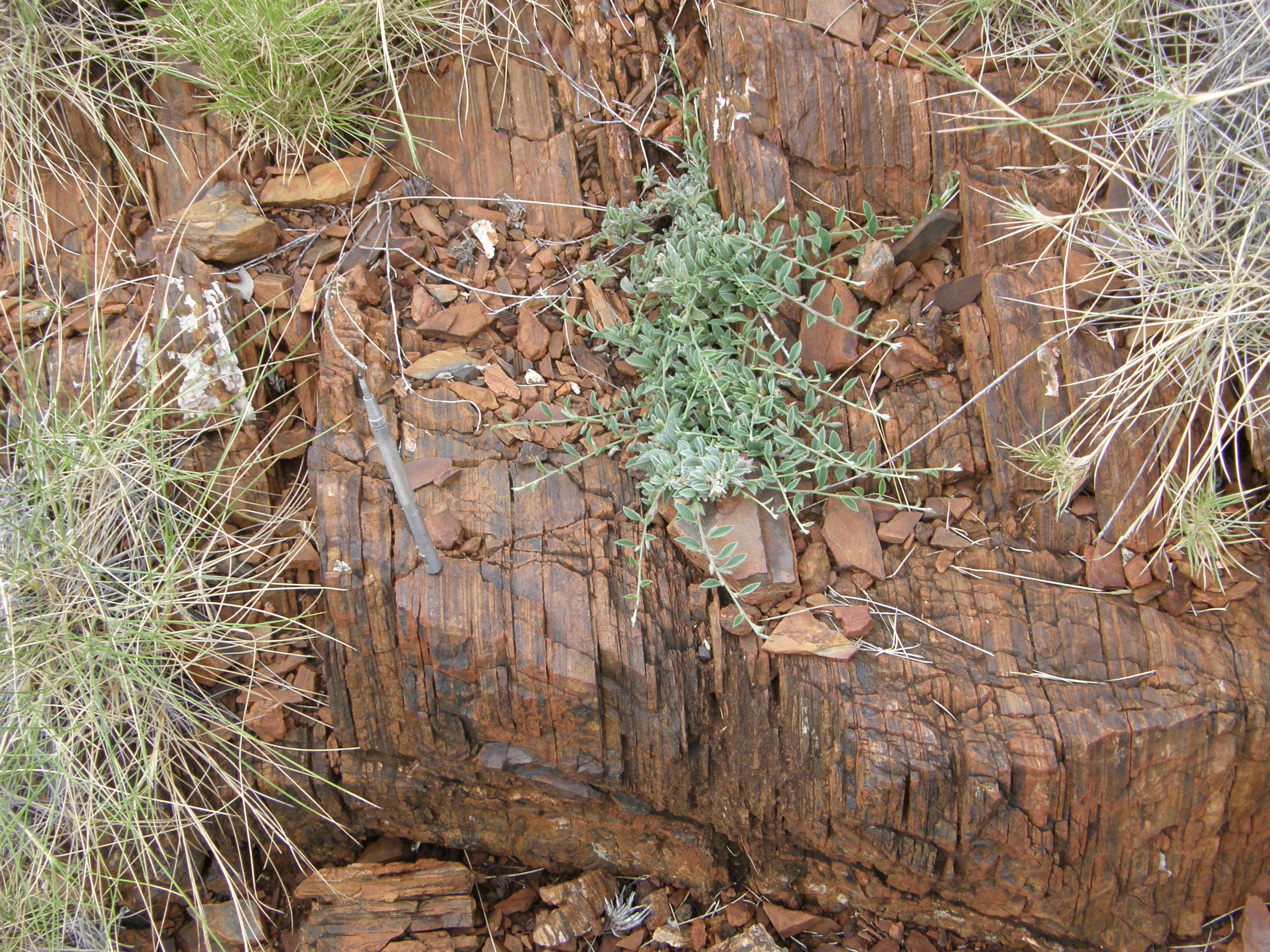
Algoma-typ BIF der steilstehenden 3 Milliarden Jahre alten Cleaverville Formation mit schwarzen Magnetitlagen, Maitland River, Pilbara, Western Australia

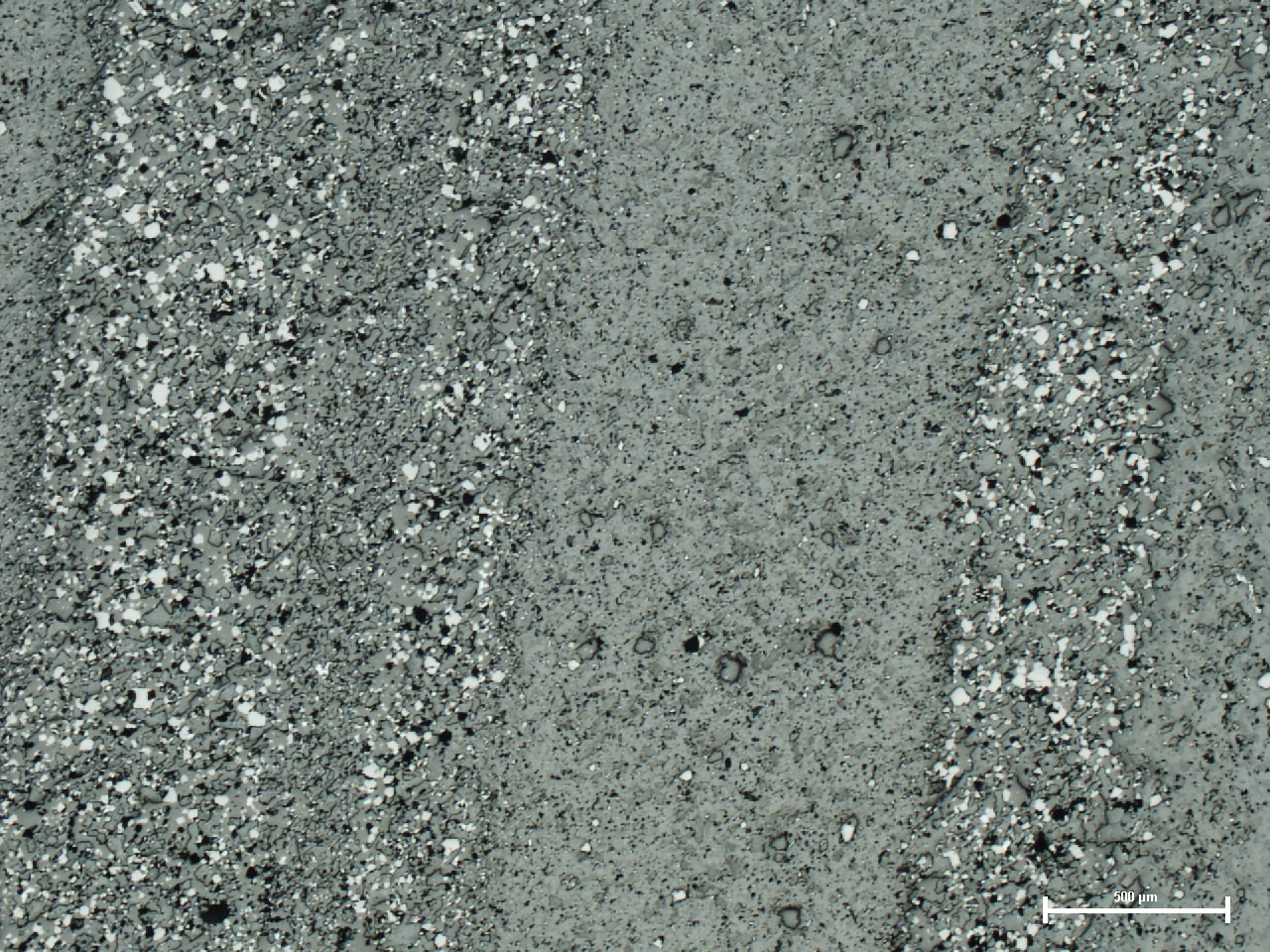
Gebändertes Eisenerz vom Rapitan-Typ aus dem südaustralischen Neoproterozoikum in einem polierten Dünnschliff unter Auflicht: Magnetit und untergeordnet Hämatit erscheinen hellgrau, die dunkelgraue Matrix besteht aus Serizit und Quarz

Es werden drei Typen von Bändererzformationen (BIF) unterschieden:
- der Algoma-Typ, der linsenförmig auftritt und mit Vulkaniten und Grauwacken verzahnt ist (Lagerstätten zum Beispiel in Kanada und Australien). Die vulkanische Aktivität war submarin.
- der Superior-Typ, der wegen seiner Entstehung in Schelfgebieten großflächigere Ausdehnungen besitzt. Eine Beziehung zu vulkanischen Aktivitäten ist bei diesem Typ nicht offensichtlich.
- der Rapitan-Typ, welcher am Ende des Neoproterozoikums in Zusammenhang mit glazialen Sedimenten (z. B. Tilliten) (Schneeball Erde) auftritt.[2]

## Entstehung

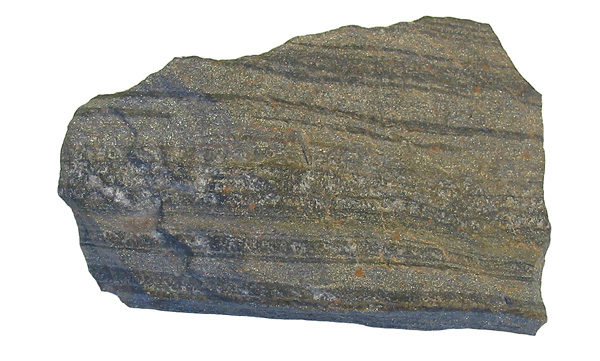
Bändereisenerz aus Kriwoj Rog, Ukraine

Bändererze entstanden im Archaikum (vor 3800 bis 2500 Mio. Jahren) und im Proterozoikum (vor 2500 bis 1800 Mio. Jahren).
Die Entstehung der Bändererze wurde intensiv untersucht, sie ist jedoch bis heute nicht abschließend geklärt. Einer der Hauptstreitpunkte ist die Rolle von Bakterien bei der Entstehung der Bändererze sowie die zeitliche Entwicklung der Sauerstoff-Konzentration in Verbindung mit der Frage, ob der Sauerstoff zum Zeitpunkt der Entstehung der Bändererze in ausreichend hohen Konzentrationen in der damaligen Atmosphäre vorhanden war.
Generell wird angenommen, dass das Eisen vulkanischen Ursprungs war und durch Exhalation an den Mittelozeanischen Rücken und entlang von Tiefseegräben dem Meerwasser zugeführt wurde. Die Untersuchung der Verteilung und der Gehalte an Seltenen Erden in den Bändererzen ergab Profile mit einem anormal hohen Gehalt an Europium, die eine Herkunft aus hydrothermaler Aktivität tiefer Ozeanböden anzeigen, ebenso wie die Neodym-Isotopenzusammensetzung in den Hornsteinlagen. Gegen die These, dass das Eisen aus der Verwitterung kontinentaler Gesteine stammt, spricht ebenfalls der geringe Gehalt an Aluminium in manchen BIFs und die Tatsache, dass meistens keine klastischen Sedimente wie Tone zusammen mit den Bändererzen auftreten. Das im Zuge untermeerischen Vulkanismus in das Meer abgegebene Eisen sowie möglicherweise das durch verschiedene Ursachen in den freien Verwitterungskreislauf der Erde geratende Eisen blieb vor dieser Zeit in Form zweiwertiger Ionen im Meerwasser gelöst.
Eine Erklärung für die Entstehung der BIFs ist ein Zusammenspiel von biologischer Aktivität und durch vertikale Strömungen in die oberen Wasserschichten und ins Flachwasser gelangtes Eisen. Durch die Sauerstoffproduktion aus der Oxygenen Photosynthese der zu dieser Zeit existierenden Cyanobakterien wurde das im Meerwasser gelöste Eisen unmittelbar oxidiert und es bildeten sich schwer wasserlösliche hydroxidische und oxidische Verbindungen des dreiwertigen Eisens (u, a. Eisen(III)hydroxid und Eisen(III)oxihydrate). Diese schwer wasserlöslichen Minerale sedimentierten, durch Wasserabgabe entstanden bei der Diagenese daraus die Minerale Magnetit und Hämatit, welches in Schichten abgelagert wurde. Dieser Prozess verzehrte große Mengen Sauerstoff. Der Vorgang verlief zyklisch über einen Zeitraum von mehreren 100 Mio. Jahren. Der wahrscheinlich mikrobiell gebildete freie Sauerstoff wurde stets vollständig durch die Oxidation des vorhandenen gelösten Eisens gebunden. Die Ursachen des zyklischen Verlaufs der Eisenfällung sind nicht bekannt. Durch Diagenese bildeten sich aus den Ablagerungen die Bändereisenerze.
Erst als das zweiwertige Eisen erschöpft und deshalb die Bändererzentstehung abgeschlossen war, konnte der Sauerstoffgehalt im Meerwasser und in der Erdatmosphäre auf Werte oberhalb von 0,2 bis 0,5 Prozent steigen. Dies wird die große Sauerstoffkatastrophe genannt. Es wird angenommen, dass die Aufnahme des Sauerstoffs durch das im Meerwasser gelöste Eisen immer nur eine gewisse Zeit andauerte, nämlich so lange, bis das verfügbare Eisen aufgebraucht war und der frei werdende Sauerstoff nicht mehr durch Eisen gebunden wurde. Dadurch soll eine für die Cyanobakterien schädliche Sauerstoffkonzentration entstanden sein, die zum Absterben der Bakterien führte. Nachfolgend kam es dann zur Sedimentation der Hornsteine. Diese sind anscheinend durch direkte abiotische Ausfällung von Siliziumdioxid und durch Siliziumdioxid abscheidende Organismen gebildet worden.
Eine weitere Möglichkeit der Oxidation zweiwertigen Eisens ist die Tätigkeit anoxygen phototropher Bakterien, die mit Licht als Energiequelle Biomasse aus Kohlendioxid und Wasser erzeugen, indem sie zweiwertiges Eisen als Reduktionsmittel verwenden und dieses dadurch zu dreiwertigem Eisen oxidieren, dabei aber keinen Sauerstoff (Dioxygen, O2) bilden. Modellrechnungen haben ergeben, dass eine verhältnismäßig dünne Schicht freischwebender derartiger anoxygen phototropher Bakterien ausreicht, um alles gelöste Eisen im Meerwasser zu oxidieren und somit auszufällen.
Auch eine abiotische Entstehung wird für möglich gehalten: Ionen des zweiwertigen Eisens werden durch UV-Strahlung und Blaulicht bis zu einer Wellenlänge von etwa 400 nm zu dreiwertigen Eisen-Ionen oxidiert, wobei die Elektronen auf Wasserstoff-Ionen übertragen werden und damit molekularer, elementarer Wasserstoff (H2) entsteht: 2 Fe2+ + 2 H+ → 2 Fe3+ + H2. Die dreiwertigen Eisen-Ionen bilden zusammen mit Wasser Hämatit oder zusammen mit zweiwertigen Eisen-Ionen und Wasser Magnetit.
Die Entstehung der nach langer Zeit am Ausgang des Proterozoikums auftretenden Bändererze ist ebenfalls nicht völlig geklärt. Einerseits werden sie als Beleg für die Schneeball-Erde-Hypothese gesehen: Die vollständige Eisbedeckung der Ozeane ist bei den damals schon hohen Sauerstoffkonzentrationen in Meer und Atmosphäre die Bedingung dafür, dass das Meerwasser anoxisch wird und gelöstes Eisen in großer Menge aufnehmen kann. Das Eisen wird mit dem Schmelzen des Eises oxidiert und scheidet sich als Sediment ab. Andererseits werden sie als Bildung von metallreichen, anoxischen Meereswässern erklärt. Ihr Metallgehalt ist vulkanischen Ursprungs, ihr Bildungsort sind Rift-Becken tektonischen Ursprungs, deren bodennahe Wasserschichten oft anoxisch sind.
Für das Verschwinden der gebänderten Eisenerze vor rund 1,8 Mrd. Jahren wird eine bessere Durchmischung des Ozeans mit Sauerstoff vermutet, möglicherweise im Gefolge des Sudbury-Impaktes.
In begrenztem Maße bildeten sich Bändererze noch im Cryogenium (vor 750 bis 600 Mio. Jahren) und im Ordovizium (vor etwa 450 Mio. Jahren).

## Vorkommen
Die regionale Verbreitung der Bändererze ist entsprechend dem proterozoischen Alter an die Schildgebiete der Kontinente gebunden, in denen Gesteine dieses Alters vorkommen. Bändererze sind von enormer wirtschaftlicher Bedeutung, bereits heute ist ein beträchtlicher Anteil abbauwürdig. Ihre Vorräte an Eisen werden auf 150 Mrd. Tonnen geschätzt, was bei einem Verbrauch von rund einer Milliarde Tonnen pro Jahr für eine lange Reichweite der Eisenreserven spricht.
Große Vorkommen mit einem Alter von 2,6–2,1 Ga (Mrd. Jahren) befinden sich im Transvaal, Südafrika. In Australien sind große Vorräte in den 2,7–2,4 Ga alten Bändererzen der Hamersley Range vorhanden. In Kriwoj Rog in der Ukraine sind die Bändererze 2,6–1,9 Ga alt, etwa gleich alt sind die im Staat Minas Gerais (Itabirite), Brasilien, und im Labradortrog in Kanada. Manche Vorkommen sind später durch tektonische oder regionalmetamorphe Vorgänge einmal oder mehrfach metamorph überprägt worden.
Neben dem Eisen treten untergeordnet auch andere Metalle in den Bändererzen auf, welche ebenfalls eine gewisse wirtschaftliche Bedeutung besitzen.
Angeschnittene gebänderte Eisenformation der Dales Gorge Formation nahe Pannawonica, Pilbara, Westaustralien